# Frank Van Acker
Frank Marie Grégoire Van Acker (Brugge, 10 januari 1929 – aldaar, 22 april 1992) was Belgisch volksvertegenwoordiger, senator en minister, alsook burgemeester van Brugge.

## Biografie
Hij werd geboren als derde zoon van de latere eerste minister Achille Van Acker en Anna Verhé. Hij studeerde af als doctor in de rechten. Na drie jaar aan de balie koos hij voor een politieke loopbaan, ook al bleef hij geregistreerd als advocaat tot in 1984. In 1954 werd hij federaal secretaris van BSP-afdeling van Brugge, waarna hij van 1957 tot 1958 kabinetsadviseur werd bij zijn vader. Van 1965 tot 1966 was hij adviseur bij vicepremier Antoon Spinoy en van 1968 tot 1969 was hij adjunct-kabinetschef bij minister van Communautaire Betrekkingen Freddy Terwagne.
Hij werd in 1961, het jaar dat zijn vader Kamervoorzitter werd, voor de eerste maal verkozen tot lid van de Kamer van volksvertegenwoordigers voor het arrondissement Brugge en bleef dit tot in 1965. In 1969 werd hij lid van de Senaat, van 1969 tot 1971 als provinciaal senator voor West-Vlaanderen en van 1971 tot 1974 als rechtstreeks verkozen senator voor het arrondissement Brugge, om in 1974 in opvolging van zijn vader terug te keren naar de Kamer, waar hij bleef zetelen tot in 1983. In de periode december 1971-oktober 1980 zetelde hij als gevolg van het toen bestaande dubbelmandaat ook in de Cultuurraad voor de Nederlandse Cultuurgemeenschap, die op 7 december 1971 werd geïnstalleerd. Vanaf 21 oktober 1980 tot januari 1983 was hij lid van de Vlaamse Raad, de opvolger van de Cultuurraad en de voorloper van het huidige Vlaams Parlement. Van Acker was eveneens van 1972 tot 1973 staatssecretaris voor Begroting in de laatste regering van Gaston Eyskens en van 1973 tot 1974 minister van Sociale Voorzorg in de twee regeringen van Edmond Leburton.
Sinds 1959 was hij lid van de Brugse gemeenteraad, met een onderbreking tussen 1965 en 1971. Aanvankelijk beperkte hij zich tot een rol op de achtergrond, maar wanneer bij de gemeenteraadsverkiezingen van 1976 de onderling ruziënde CVP haar absolute meerderheid verloor, slaagde hij er in een grote anti-CVP-coalitie op de been te brengen. Door een kleine lijst zonder verkozenen werd evenwel een klacht ingediend bij de Raad van State, waardoor het aantreden van een nieuwe coalitie werd vertraagd en van Acker pas half 1977 als burgemeester aan het hoofd van een college van socialisten, liberalen, Vlaams-nationalisten en zogenaamde christendemocraten kon benoemd worden. Deze ploeg maakte vooral werk van de renovatie van de binnenstad, waar de auto plaats moest ruimen voor de fietser en voetganger en het asfalt door kasseien werden vervangen (de bijnaam “Frank Kalseide” voor de Brugse burgemeester lag dan ook voor de hand). Van Acker had oog voor de milieuproblematiek en probeerde zich ook te verzetten tegen het vervoer van radioactief afval over het Brugse grondgebied. Dat de Bruggeling deze inspanningen wel kon waarderen, bleek bij de gemeenteraadsverkiezingen van 1982 waarbij de meerderheid, inz. de socialisten, hun stemmen- en zetelaantal vergrootten. Ook in 1988 boekten de meerderheidspartijen een overwinning, en breidde de SP haar zetelaantal nog verder uit tot 19 (in 1976 waren dat er maar 13, terwijl de CVP de omgekeerde beweging van 22 naar 15 zetels had gemaakt).
Van Acker was jarenlang de sterke man van de socialistische beweging in Brugge en durfde vanuit die in jaren opgebouwde machtspositie ook al eens eigenmachtig optreden. Toen het Nationaal Verbond van Socialistische Mutualiteiten (NVSM) besliste om – uit financiële overwegingen – de verschillende federale tijdschriften te vervangen door een nationaal magazine, weigerde van Acker het door zijn vader opgerichte Vlaams Weekblad op te geven. Terwijl hij de verspreiding van het nationale tijdschrift tegenhield, bleef hij verder federaal geld in de eigen verlieslatende publicatie investeren. Dezelfde regionale reflex lag ook aan de basis van zijn verzet als voorzitter van de Federatie van Socialistische Mutualiteiten van Brugge-Oostende tegen de eenmaking van de West-Vlaamse socialistische ziekenbonden. Zijn afkeer van een geautomatiseerde administratie stond bovendien een moderne organisatie van de ziekenbond in de weg, waardoor de mutualiteit na zijn overlijden in de problemen kwam.
Frank van Acker overleed vrij onverwacht in zijn geboortestad Brugge, ook al was hij al een tijdje ziek, op 22 april 1992. Velen zagen begin jaren ’80 voor hem nog een voorname rol weggelegd in de nationale politiek of als voorzitter van de SP (terwijl hijzelf Karel Van Miert naar voor zou hebben geschoven), maar hij koos ervoor zich volledig aan zijn mandaat als burgemeester te wijden. Toch speelde hij achter de schermen nog een belangrijke rol binnen de partijgeledingen als ‘eminence grise’. Eind jaren ’80 was hij nog betrokken bij een commissie die de sociale zekerheid moest hervormen, maar het Plan Van Acker werd nooit gerealiseerd nadat de socialisten in 1981 uit de regeringszetels waren gewipt. Op 5 juni 1985 was hij bovendien tot minister van Staat benoemd.
Hij was getrouwd met Yvette Verbeiren (1936-2017), met wie hij 1 zoon had.